# Othniocryptus
Othniocryptus é um género de coleópteros da família Erotylidae.

## Espécies
- Othniocryptus variegatus Sharp[1]
  - Imagem:  (nº 17)